# Ursulavloed
De stormvloed van 1468, ook wel Ursulavloed genoemd, was een van de vele stormvloeden die Nederland trof.
Van deze storm wordt gezegd dat ze de Sint-Elisabethsvloed in kracht overtrof. Het water zou zelfs hoger hebben gestaan. De storm veroorzaakte met name schade in en rond Rotterdam.

## Gevolgen
- De dijk van Arne breekt door.
- De Waard, nabij Sliedrecht, loopt onder.
- De Walburgiskerk te Zutphen stort in, ca. 10 doden.

838 · 1014 · 1042 · 1134 · 1163 · 1164 · 1170 · 1196 · 1212 · 1214 · 1219 · 1220 · 1221 · 1248/1249 · 1277 · 1280 · 1282 · 1287 · 1288 (I) · 1288 (II) · 1322 · 1334 · 1362 · 1374 · 1375 · 1377 · 1404 · 1421 · 1424 · 1468 · 1477 · 1509 · 1514 · 1530 · 1532 · 1552 · 1566 · 1570 · 1610 · 1643 · 1651 · 1675 · 1682 · 1686 · 1703 · 1717 · 1726 · 1741 · 1775 · 1776 · 1784 · 1799 · 1808 · 1809 · 1820 · 1825 · 1855 · 1861 (I) · 1861 (II) · 1877 · 1906 · 1916 · 1926 · 1953 · 1962 · 1993 · 1995 · 2006 · 2021